# Reigitherium
Reigitherium був ссавцем, який жив часів пізньої крейди (пізній кампан—маастрихт). Його скам'янілості були знайдені в формаціях Лос-Аламітос і Ла-Колонія в Аргентині.

## Опис
Оригінальний зразок Reigitherium був уламком одного кутнього зуба з великою кількістю пошкоджених поверхневих деталей. Його помилково ідентифікували як верхній лівий моляр, але новий матеріал, включаючи цілий зубний ряд цього виду, уточнює, що це був нижній правий зуб.
Reigitherium був дрібним ссавцем з простими премолярами, які збільшувалися в розмірі вздовж ряду зубів до збільшеного четвертого премоляра. Кутні зуби зменшуються в розмірах уздовж зубного ряду.

## Таксономія
Reigitherium був складним для класифікації до недавнього часу, оскільки вихідний викопний матеріал був пошкодженим. Коли його описали в 1990 році, його спочатку вважали дріолестідним ссавцем. Через десять років Паскуаль та ін. стверджували, що це був докодонт на основі візерунків зносу, які вони інтерпретували на зубах.
У 2011 році Rougier et al. знову стверджував, що це дріолестоїд, в межах Meridiolestida. Повніші скам'янілості тепер підтверджують цей аналіз.
Недавнє філогенетичне дослідження виявило, що це сестринський таксон Peligrotherium. Хоча останній набагато більший за Reigitherium, у них багато спільних рис зубів і характеристик черепа, які вказують на те, що вони тісно пов'язані.